# Aneurhynchus fragilis
Aneurhynchus fragilis är en stekelart som beskrevs av Nixon 1980. Aneurhynchus fragilis ingår i släktet Aneurhynchus, och familjen hyllhornsteklar. Arten är reproducerande i Sverige.